# Surgery of Impalement
Surgery of Impalement è un singolo del gruppo musicale statunitense Suffocation, pubblicato nel 2004.

## Tracce
1. Surgery of Impalement – 3:51
2. Subconsciously Enslaved – 4:24
3. Funeral Inception – 3:57

## Formazione
- Terrance Hobbs - chitarra
- Guy Marchais - chitarra
- Frank Mullen - voce
- Mike Smith - batteria
- Derek Boyer - basso